# Bureau national d'études techniques et de développement
 (août 2020).
 (août 2020).
Le Bureau national d'études techniques et de développement (BNETD), est une société d'Etat, un bureau d'études pour contribuer au développement de la Côte d'Ivoire et des pays africains dans lesquels il est présent.
En Côte d’Ivoire, le BNETD joue le rôle de conception d’études et de maîtrise d’œuvre de travaux publics.

## Histoire
Après l’indépendance de la Côte d’Ivoire, en 1960, l’État ivoirien, sous la houlette de son premier Président, Félix Houphouët-Boigny, entreprend des chantiers de développement, dans le cadre de sa politique d’équipement.
Le 31 juillet 1964 a été créé, par décret, le Bureau National d’Etudes Techniques de Développement (BNETD), afin d'assurer l’étude, la conception et la maîtrise d’œuvre de ces chantiers.
Le Bureau National d’Etudes Techniques de Développement disparait dans le cadre du remaniement ministériel de 1977, à la suite duquel un nouveau ministère voit le jour: le ministère des Travaux Publics, des Transports, de la Construction et de l’Urbanisme.
Ce ministère mit en place deux structures:
- le Bureau Central d’Etudes Techniques (BCET) né des cendres du Bureau National d’Etudes Techniques de Développement et devant assurer les mêmes missions.
- la Direction et Contrôle des Grands Travaux (DCGTx) qui sera chargée de réaliser les études et le contrôle des projets d’intérêt public en garantissant la maîtrise des coûts, de la qualité et des délais. Le 4 août 1978, la DCGTx est érigée en établissement public à caractère administratif par la loi n° 78.660.

Le 14 septembre 1994, le décret n°94-508 change le statut de la DCGTx. Il porte transformation de l’Établissement Public à caractère Administratif en Société d’Etat de droit privé avec un conseil d’administration et un capital de deux milliards de FCFA (2 000 000 000 F CFA).
Ses missions sont redéfinies dans le cadre de la libéralisation des économies mondiales. Ce nouveau statut permet à la DCGTx de mener des activités dans le secteur privé et international. Le 4 septembre 1996, un autre décret (n° 96-676) est édicté. Il modifie le décret n° 94-508 du 14 septembre 1994, et porte sur le changement de dénomination de la Direction et Contrôle des Grands Travaux en Bureau National d’Etudes Techniques et de Développement (BNETD) et institue une tutelle du Président de la République. Ce BNETD englobe dans ses prérogatives, tous les aspects du développement.
Le chiffre d'affaires global du BNETD pour l'année 2019 s'est élevé à 30 milliards Francs CFA soit une augmentation d'environ 5% par rapport à l'année précédente.

## Dirigeants
Liste des dirigeants successifs :
| Identité              | Début          | Fin           |
| --------------------- | -------------- | ------------- |
| Antoine CESAREO       | Septembre 1978 | Décembre 1989 |
| Philippe SEREY-EIFFEL | Janvier 1990   | Avril 1994    |
| Tidjane THIAM         | Avril 1994     | Février 1999  |
| Antoine ADOU          | Février 1999   | Novembre 2000 |
| Ahoua DON MELLO       | Novembre 2000  | Avril 2011    |
| Pascal KRA KOFFI      | Avril 2011     | Décembre 2015 |
| Kinapara COULIBALY    | Décembre 2015  | -             |

## Domaines d'expertises
Le BNETD est découpé en domaines d'expertises couvrant l'ensemble des secteurs d'activités liés au développement économique, comme suit:

### Transport, infrastructures et environnement
De la conception à la mise en œuvre effective des projets d'infrastructures et de transports, d'environnement, d'énergie et d'hydraulique, le BNETD assiste et conseille l'État de Côte d'Ivoire dans la programmation et la mise en œuvre de sa politique de développement d'infrastructures routières, hydrauliques et d'énergie.
Cette expertise est constituée de trois compétences :
- Études de transports et infrastructures
- Travaux d'infrastructures et transports
- Environnement, énergies et hydraulique

### Bâtiment et aménagement territorial
De la conception d’ouvrages (bâtiments, ouvrages d’art, etc.) à la mise en œuvre des politiques publiques de construction et d’aménagement durable du territoire.
Deux compétences composent l'expertise:
- Bâtiments
- Urbanisme et aménagement territorial

### Agriculture, information géographique et du numérique
À travers cette expertise, le BNETD réalise l’assistance et le conseil dans le domaine agricole. Il est également le dépositaire de la photothèque et de la cartothèque nationales. Il identifie, planifie et conduit les projets de télécommunication et de techniques de l’information et de communication et développe les solutions idoines (e-services) pour la modernisation de l’administration et des services.
Deux compétences forment cette expertise :
- Agriculture et développement rural
- Le Centre d’Information Géographique et du Numérique (CIGN)

### Innovation
Cette division accompagne le développement de projets d’intégration régionale et de solutions socio-économiques.

### Économie, finances et industrialisation
Cette expertise apporte son appui à la conduite de projets orientés vers l’assainissement du cadre macroéconomique et assiste le gouvernement ivoirien dans la définition et la mise en œuvre des grandes orientations de la politique économique, des politiques sectorielles et des réformes du cadre légal et réglementaire.
Son expertise dans le secteur de l’industrialisation est mise à la disposition du secteur public et privé.

### Centre de formation
Créé en 2002, le Centre de Formation du BNETD (CF-BNETD), est un centre d'incubation pour le renforcement des capacités en entreprise. 

## Présence internationale
Le BNETD est présent dans les pays listés ci-dessous. Les pays sont réparties en trois zones, chacune administrée par un représentant local :

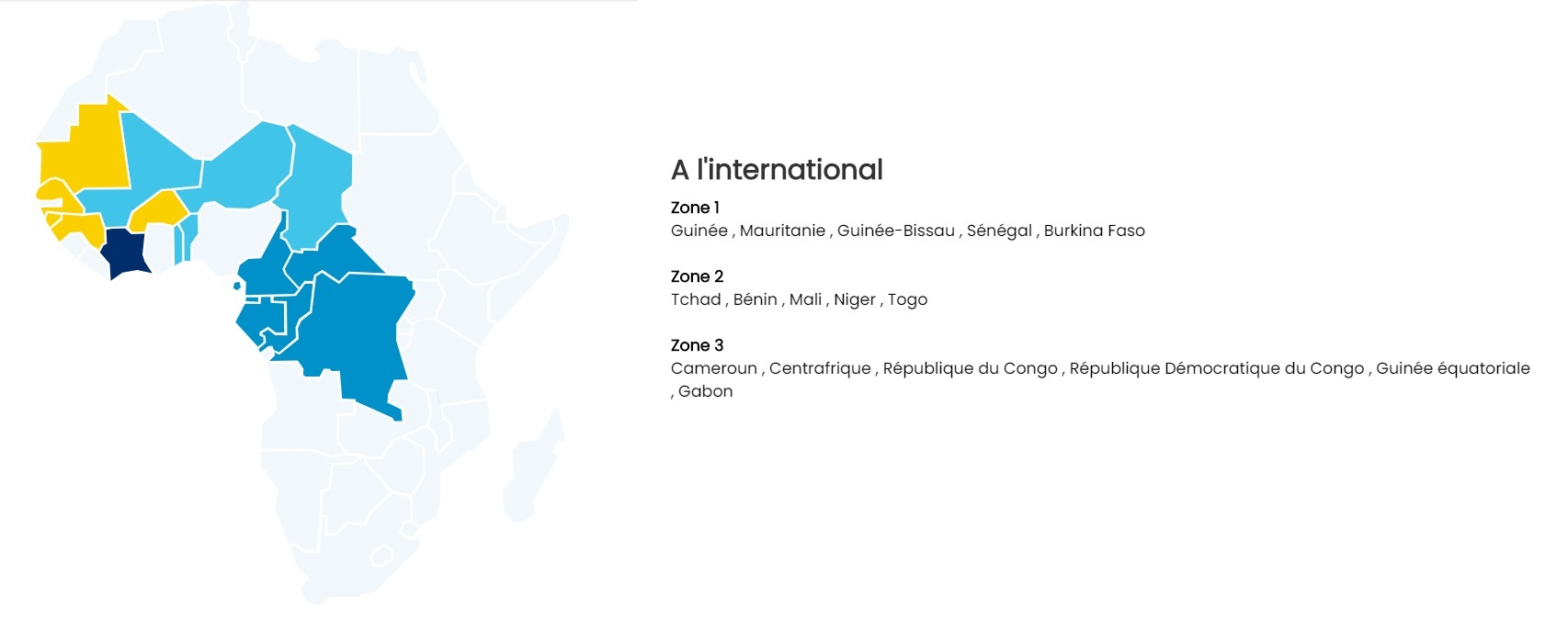
Zones de couverture du BNETD

- Bénin
- Burkina Faso
- Cameroun
- Centrafrique
- Gabon
- Guinée
- Guinée-Bissau
- Guinée équatoriale
- Mali
- Mauritanie
- Niger
- République Démocratique du Congo
- République du Congo
- Sénégal
- Tchad
- Togo

## Sélection de projets supervisés par le BNETD

Tours administratives A&B, Plateau, Abidjan, Côte d'Ivoire.

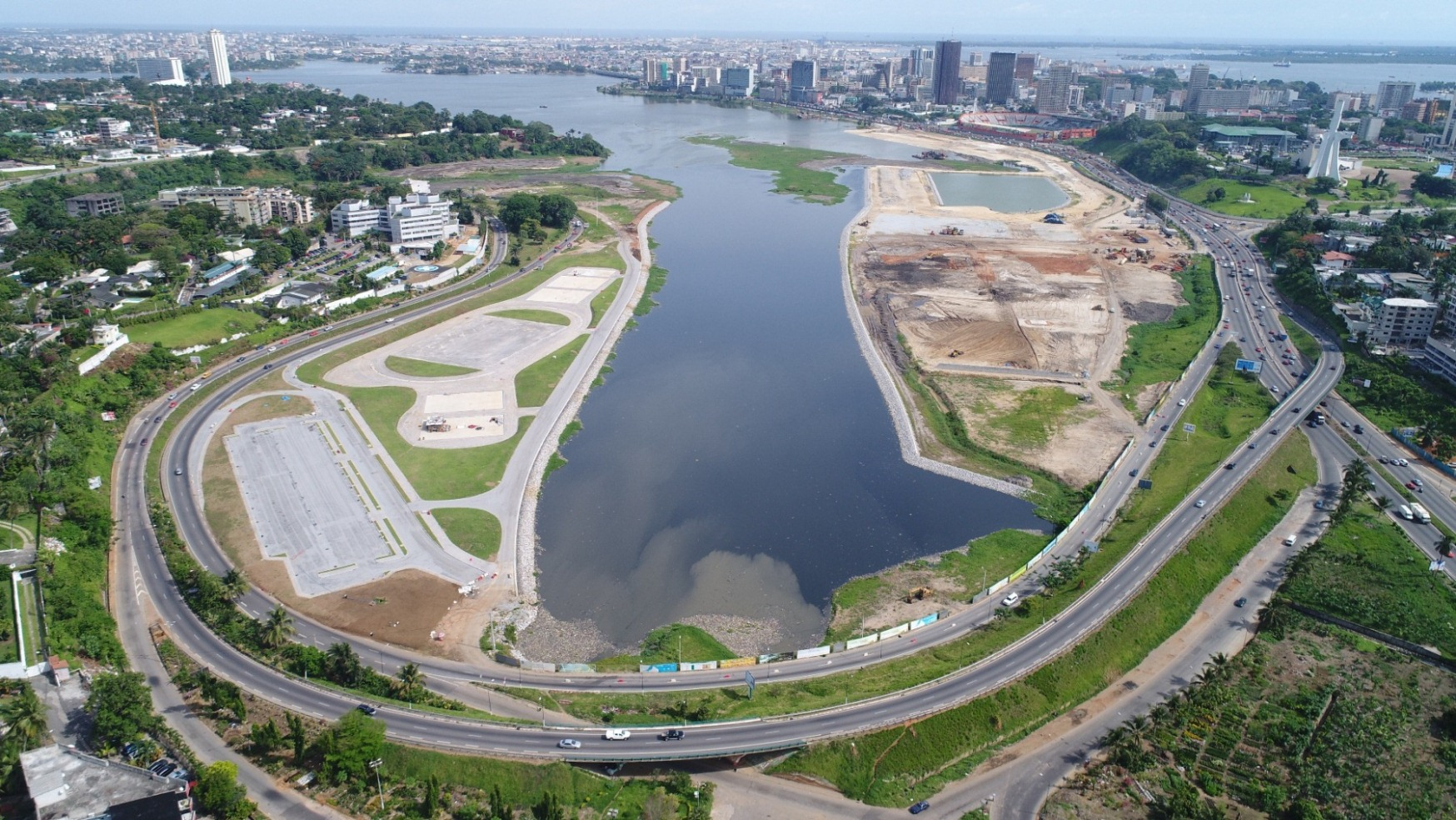
Baie de Cocody, Abidjan, Côte d'Ivoire.
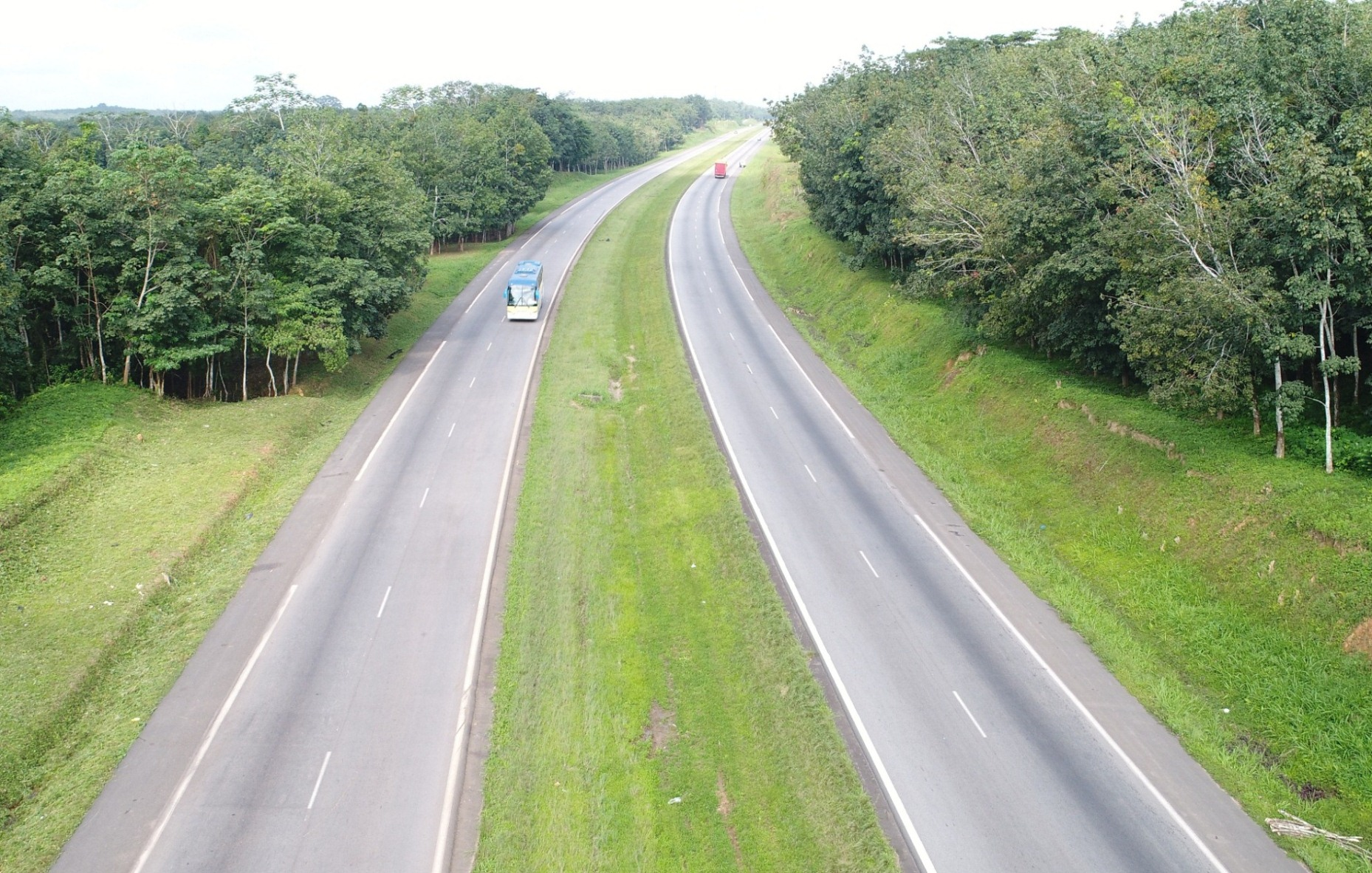
Autoroute du nord, Côte d'Ivoire.
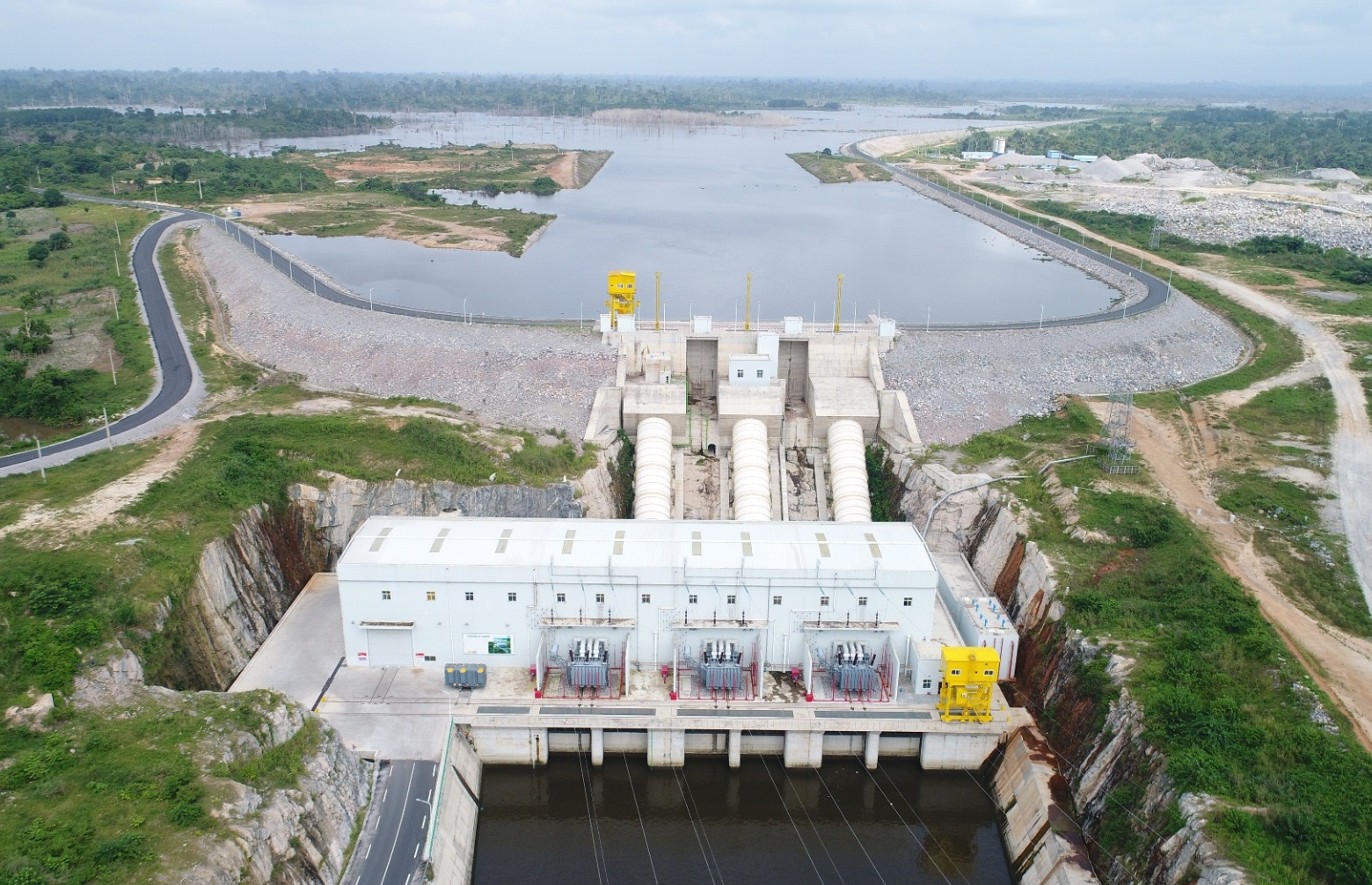
Barrage hydroélectrique de Soubré.